# 希軍登陸士麥那
希軍登陸士麥那是希軍於1919年5月15日起針對士麥那及周邊地區發起的軍事行動。協約國批准並監督了行動計劃，指示希軍佔領一些關鍵地點，還將軍艦駛入士麥那港口。登陸期間有人向1/38埃夫佐尼團開火，隨後希軍和士麥那的希臘公民參加了大規模暴力活動。這次重要事件成為希土戰爭的導火線，並開啟了士麥那長達三年的希臘佔領期。

## 前奏
隨著第一次世界大戰鄂圖曼帝國戰場的結束以及穆茲羅斯停戰協定簽訂，協約國召開一系列和會來討論如何瓜分鄂圖曼帝國。1919年巴黎和會期間，義軍登陸並佔領安塔利亞，顯示出協約國有向士麥那派軍的跡象。當義大利離開和會以抗議其他議題時，英國首相大衛·勞合·喬治與希臘首相埃萊夫塞里奧斯·韋尼澤洛斯在和會上提出一份捏造的報告，指稱土耳其的基督徒正遭受直接的迫害，並以此來說服法國與美國支持希臘佔領以士麥那為中心的艾登省，但直至1919年5月才確定希臘預定佔領區的疆界。隨後協約國正式支援希軍登陸士麥那的行動，並向當地派遣許多戰艦以備登陸。
當談判還在進行時，韋尼澤洛斯告知法國總理克里蒙梭艾登省的情勢正在惡化，宣稱努雷丁·帕夏省長正下令穆斯林對希臘人實施暴行。英國情報單位還獲悉該地區法律和秩序的惡化，以及義大利在此事上挑釁的行為。當年五月初，韋尼澤洛斯向協約國最高委員會報告了義土合作的情形，並請求協約國向士麥那派遣艦隊。雖然委員會最初接受了這個請求，但卻未立即執行。在此情形下，英國首相和外交部成了希軍登陸的援助主力，目的是為了「重建共和秩序與防止大屠殺」。

### 土軍反應
土軍成立伊茲密爾捍衛鄂圖曼帝國權利協會（土耳其語：İzmir Müdafaa-i Hukuk-ı Osmaniye Cemiyeti）以抵禦希軍的到來。努雷丁·帕夏就任艾登省省長及艾登區域指揮官（Aydın Bölge Komutanlığı），同時支援伊茲密爾捍衛鄂圖曼帝國權利協會的行動。但在協約國的壓力下，他最終辭去了職位。「駝背」艾哈邁德·伊澤特·貝伊（"Kambur" Ahmed Izzet Bey）於1919年3月11日就任為新的省長，而退將阿里·納迪爾·帕夏（Ali Nadir Pasha）則於3月22日成為軍隊指揮官
。

### 協約國艦隊
1919年5月初的幾周，協約國諸戰艦進入該區以備後續行動。行動總指揮是英國海軍上將薩默塞特·高夫-卡爾索普，下轄英、美、法、義、希等國部隊。1919年5月11日，美國海軍上將兼土耳其水域艦隊司令馬克·L·布里斯托爾從伊斯坦堡搭乘戰艦前往伊茲密爾。各國作戰目標分別為：由英軍佔領卡拉布倫及烏尊島，法軍佔領烏爾拉及福卡，希軍則將佔領葉尼凱爾要塞（Yenikale fortress）。

## 希軍登陸

### 登陸準備與前夕

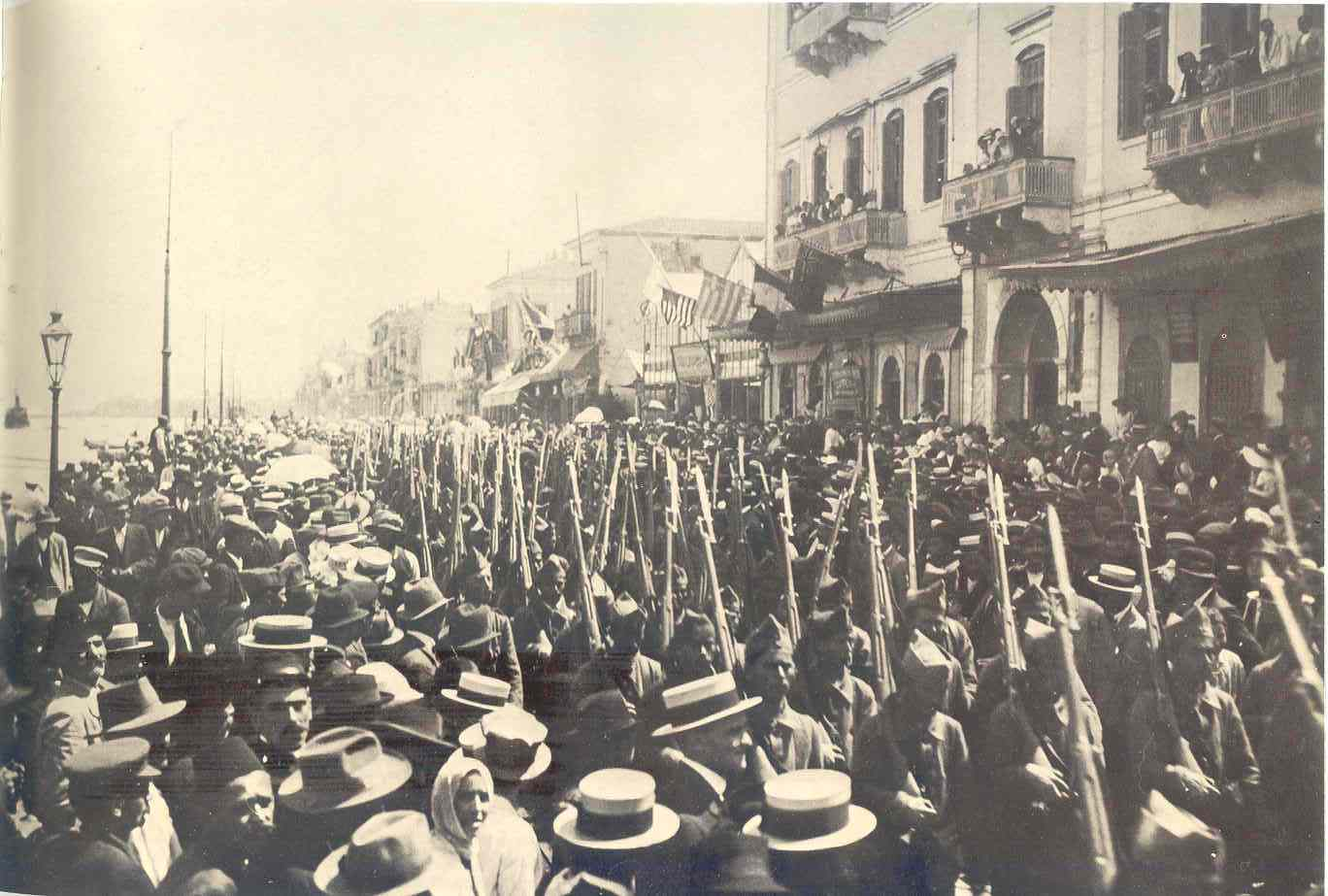
1919年5月，希軍在伊茲密爾的海岸街上行軍

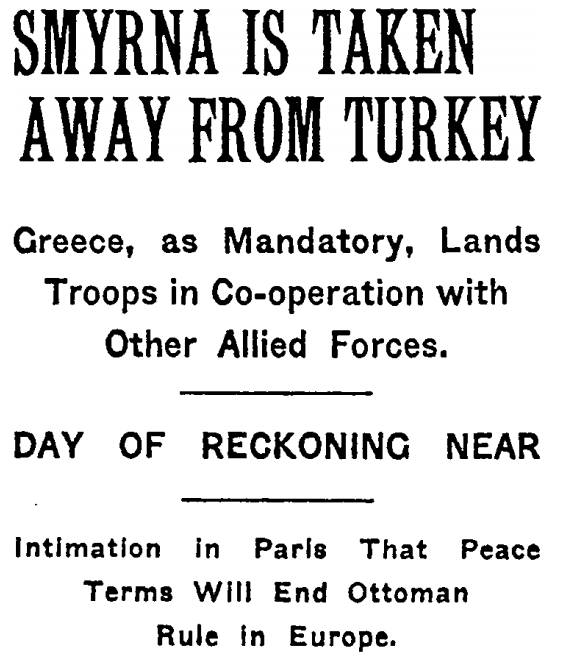
1919年5月17日的紐約時報文章

1919年5月11日下午，駐紮在卡瓦拉的希臘第一步兵師指揮官：尼古拉斯·扎菲里烏上校接到了開始行動的命令。隔日早晨，包含一萬三千名士兵及輔助人員的登陸部隊在3艘英軍驅逐艦及4艘希軍驅逐艦的護衛下，分別乘坐14艘運輸船前往士麥那。扎菲里烏在士兵們上船出發後才告知他們目的地，詳細命令如下：
無論要去哪，都必須知道我們將從異族統治下解放我們的弟兄們。我們的內心充滿熱情是完全合理的，但這種熱情所帶來的任何不當表現都將完全不合時宜。我們絕對不能忘記在抵達目的地後，我們將遇到土耳其人、猶太人和其他教派的歐洲人，對他們我們都應一視同仁。不久之後他們也會成為我們的弟兄，就如同他們也是希臘人一樣。
1919年5月14日，希臘駐士麥那代表團發表了一份聲明，宣布希軍將於第二天抵達該城。邁克爾·勒韋林·史密斯在他的報告中指出，此新聞讓當地希臘人「大受鼓舞(received with great emotion)」，而成千上萬的土耳其居民當晚則聚集在山上，點火並打鼓抗議。隨後土耳其人發表的聲明翻譯則表明，他們的意圖並非純粹是和平抵抗。當晚，在鄂圖曼當局與義軍的主導下，監獄中數以百計的囚犯（多數是土耳其人）得以釋放。部分被釋放的囚犯甚至在軍營附近的一個倉庫購得武器。

### 登陸與佔領過程
希軍於隔日佔領了士麥那，成千上萬的人聚集在海邊，在能看見希軍到達的碼頭上揮舞著希臘國旗。當日早上八點，士麥那大主教士麥那的金口在第一批軍隊抵達時為他們祝福。負責登陸行動的上校既沒有意志也沒有權力向自己的士兵下達命令，而指派的高級專員和高階軍官也都沒有在那裡登陸，從而導致登陸部隊間溝通不順和紀律不嚴。更嚴重的是，這導致1/38埃夫佐尼團登陸的地方比他們預定的地方還要北邊。因此他們必須向南行軍，途經一大批慶祝登陸的希臘人群，以及鄂圖曼政府建築與鄂圖曼的軍營。一名土軍向希軍開了第一槍，使得希軍陷入混亂，朝向柯納克和軍營回擊了數槍。鄂圖曼軍隊隨後投降，希軍則將他們運上海岸邊的船上，以作為臨時的戰俘營。當時在港口的協約國軍官們回報說，他們看見希軍士兵用刺刀刺入土軍戰犯，隨後又看見他們將這些戰犯丟入海中。戰俘們還被迫高呼「韋尼澤洛斯萬歲！」及「希臘萬歲！」。當時一位英國公民唐納德·惠特爾（Donald Whittall）評論有關土耳其戰俘的待遇：「他們的待遇沒有經歷屈辱，並得到很好的協議」。但惠特爾也估計約有三十名未武裝戰俘被屠戮 。冒險號偵查巡洋艦艦長回報，有一位土耳其軍官舉起雙手地蹣跚走來，隨後他就被一名希臘士兵用來福槍打中後腦勺。當他試圖站起來時又再次被刺刀刺傷，後來就被希臘士兵用槍爆頭。 

### 佔領後的暴力行為
隨著登陸而來的是暴力與混亂，登陸的希臘士兵及士麥那的希臘人都參與其中。希臘士兵劫掠了部分猶太人的商店。希軍在登陸後幾天內就任意拘留了約兩千五百人。 5月15日晚上，城市及周邊的土耳其人房子遭到擄掠，之後還持續了許多天。 聯合調查委員會（Inter-Allied Commission）報告中提到：

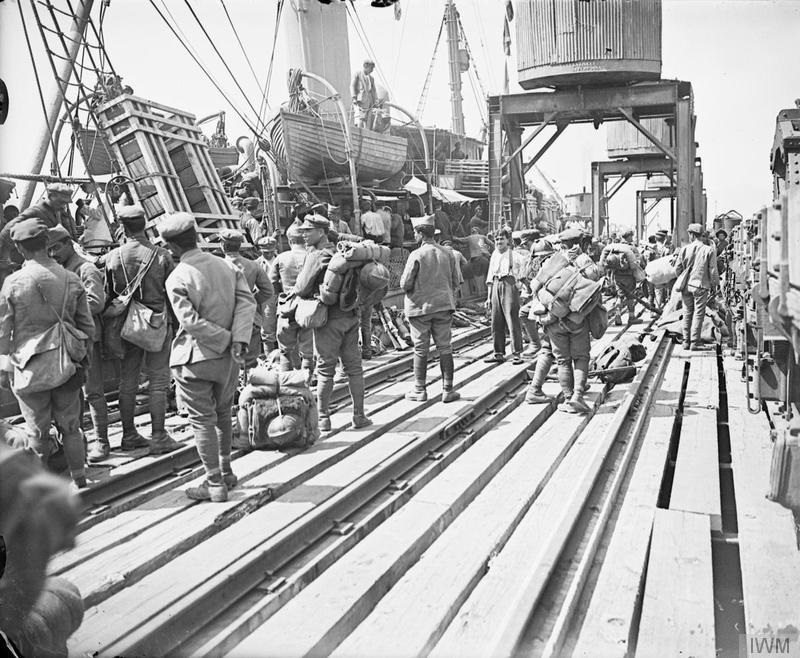
希軍登陸照

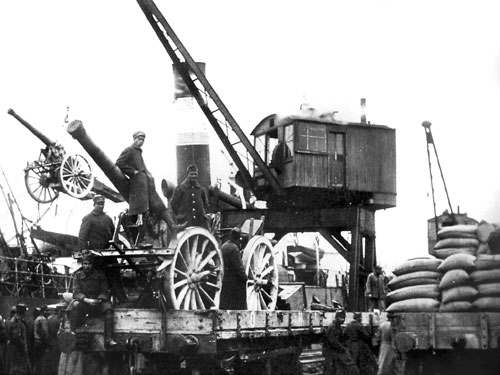
希軍帶來的大砲

 5月15日及16日，士麥那發生了許多針對土耳其人及其家園的暴力和搶劫行為。土耳其人的毯帽被偷走，讓他們無法離開家園。許多婦女遭到強暴，還有些人被謀殺。這些暴力和搶劫行為大多由當地一群希臘人所犯下，儘管事實證明希臘士兵也參與其中，但軍事當局仍沒有採取有效措施來制止暴力和搶劫行為，直到為時已晚。
卡爾索普上將於5月21日離開當地，5月23日希軍當地指揮官不顧協約國和韋尼澤洛斯的命令，下令擴大在艾登和舒胡特的軍事行動。這些行動最初沒有遇到什麼抵抗，但沿路造成許多種族暴力，從而導致嚴重的暴力行為與混亂，其中最劇烈的要屬1919年5月27日至6月27日間發生的艾登戰役。希軍解除了許多地方的鄂圖曼警察武裝，隨後就離開了當地，導致土耳其搶匪洗劫了希臘人的財產並殺害希臘人。 這是土耳其人對先前希軍及希臘人在士麥那和周邊地區針對土耳其人實施暴行的報復。

### 國際譴責
當英國下議院於6月26日揭發並譴責暴行時，韋尼澤洛斯面臨英國進行正式調查的外交壓力。1919年8月15日的軍事法庭宣判，根據希臘高級專員在5月15日和5月16日所領導的暴力事件，共74人被定罪，其中包含48名希臘人、13名土耳其人、12名亞美尼亞人及一名猶太人。
根據聯合調查委員會的說法，5月15日的傷亡統計如下：
- 希臘軍隊：2人喪生、6人受傷
- 希臘人：20人喪生、20人溺斃、60人受傷
- 土耳其人：300至400人喪生或受傷

士麥那目擊者回報的土耳其平民傷亡人數比聯合調查委員會還多。亞利桑那號戰艦的美國海軍軍官則估計約有300至500人喪生，總傷亡人數則來到700至1000人 。而希臘人傷亡的部分，他估計士兵有2人喪生和15至20人受傷，平民則是20至30人喪生和40至50人受傷。一名負責士麥那國際學院（international college）的加拿大牧師麥克拉克蘭（Reverend MacLachlan）則估計，約400至600名土耳其人喪生。

## 影響
希軍從一開始就表現出他們不是來臨時佔領，而是為了永久吞併士麥那及西安納托利亞地區的跡象。土耳其人在這些領土被希臘人佔領後清楚地意識到這件事，他們對這些事情的發展感到憤怒，從而導致該區域的暴力事件。經歷最初登陸所帶來的震驚之後，土耳其開始報復，對居住在佔領區外的希臘平民社區進行過度暴行。當伊斯坦堡發生針對協約國部隊的大規模示威時，土軍與希軍於5月28日在厄代米什發生了第一次軍事衝突，雙方的兵力均不多。之後隨希軍戰線的推進，土耳其民兵也發起游擊戰。
希軍登陸後建立了士麥那區以管理該地，從1919年統治至1922年9月9日止。經過1919年5月的暴力事件後，許多協約國開始限縮對希臘行動的支持，像是法國和義大利都開始成為希臘永久佔領的反對者。而1920年胎死腹中的塞夫爾條約則給予希臘士麥那行政管理權，但土耳其仍暫時保留五權，直到五年後決定最終永久主權歸屬。希臘佔領期最終於1922年9月9日土耳其軍隊解放士麥那（伊茲密爾）後結束。

## 註腳
1. ↑  史密斯（英语：Michael Llewellyn-Smith）指出沒有人知道誰開了那一槍
2. ↑  同時也是少數登陸過程的中立觀察者之一
3. ↑  當時停泊在士麥那港口

## 傳記
- Celal Erikan, Komutan Atatürk, Cilt I-II, Üçüncü Basım, Türkiye İş Bankası Kültür Yayınları, İstanbul, 2001, ISBN 975-458-288-2. （土耳其文）
- Hakkı Güvendik, Türk İstiklâl Harbi, Batı Cephesi, Yunanlıların Batı Anadolu'da İstila Hareketlerine Başlamaları, İzmir’in İşgali, Mustafa Kemal Paşa'nın Samsun’a Çıkması, Millî Mukavemet'in Kurulması (May 15ıs – 4 Eylül 1919), Cilt 2, Kısım. 1, Genkurmay Başkanlığı Basımevi, Ankara, 1963. （土耳其文）
- Michael Llewellyn-Smith, Ionian Vision : Greece in Asia Minor, 1919-1922. （页面存档备份，存于）, C. Hurst, 1999, London, New edition, 2nd impression.
- Zekeriya Türkmen, Mütareke Döneminde Ordunun Durumu ve Yeniden Yapılanması (1918–1920), Türk Tarih Kurumu Basımevi, 2001, ISBN 975-16-1372-8. （土耳其文）
- Solomonidis, Victoria.  (PDF). University of London, King's College. 1984  [5 June 2014]. （原始内容 (PDF)存档于2014-07-14）.

## 外部連結
- Greek Occupation of Izmir and Adjoining Territories: Report of the Inter-Allied Commission of Inquiry (May–September 1919), SAM, 1999.
- Greek atrocities in the Vilayet of Smyrna (May to July 1919) （页面存档备份，存于） Inedited documents and evidence of English and French officers, published by the Permanent bureau of the Turkish Congress in Lausanne